# Ex-gay hnutí
Ex-gay hnutí se skládá z lidí a organizací, kteří spojují ty, co se buď zdržují homosexuálních vztahů nebo se snaží o eliminaci svého stávajícího homosexuálního cítění za účelem jeho nahrazení heterosexuálním cítěním a schopností navazovat heterosexuální vztahy.
Ex-gay hnutí zahrnuje osoby, které se dříve identifikovaly jako gayové, lesby nebo bisexuálové, a už se tak neidentifikují; ti buď tvrdí, že se jim podařilo buď zcela „vyléčit“ své homosexuální sklony, případně je potlačit sexuální abstinencí. Někteří členové ex-gay hnutí tvrdí, že dokázali svou sexuální orientaci změnit na základě křesťanské víry. Hnutí je od svého začátku spojováno s různými křesťanskými církvemi. Mezi největší ex-gay organizace patřila Exodus International, která fungovala od 70. let 20. století. Zanikla v roce 2013, kdy její tehdejší předseda Alan Chambers přiznal, že konverzní terapie nefunguje. Nadále však někteří lidé „léčbu“ homosexuality provádějí, a to buď pod jinými organizacemi, popřípadě jako jednotlivci.
Hnutí je spojeno s celou řadou skandálů jako přistižení ex-homosexuálů při homosexuálním chování, ač skálopevně tvrdili, že je odmítají, vyfotografování představitelů ex-gay organizací v gay baru, nebo nucení homosexuální mládeže k pobytu v ex-gay táborech, a to i navzdory vyjádření odborníků, že homosexualitu změnit nelze.
Drtivá většina odborné veřejnosti se drží globálního vědeckého konsensu, který indikuje, že homosexualita a bisexualita nejsou duševní poruchou, a že jejich nositelům nijak nebrání v tom, aby mohli být plně sociálně začleňováni. Z tohoto důvodu také lékařská veřejnost odrazuje jednotlivce od snah měnit svou sexuální orientaci na heterosexuální s tím, že takové jsou takové procedury nejen bezpředmětné, ale i nebezpečné.